# Dorcadion ribbei
Dorcadion ribbei es una especie de coleóptero de la familia de los cerambícidos.

## Subespecies
- Dorcadion ribbei bobrovi (Danilevsky, 2001)
- Dorcadion ribbei ribbei (Kraatz, 1878)